# Таунсенд, Чарльз Вере Феррерс
Чарльз Вере Феррерс Таунсенд (англ. Charles Vere Ferrers Townshend; 21 февраля 1861 — 18 мая 1924) — британский военный деятель, генерал-майор. Участник Первой мировой войны, пленённый турецкими войсками при Эль-Куте.

## Биография
Чарльз Таунсенд родился 21 февраля 1861 года в семье потомственных военных. Военное образование получил в Военном училище в Сандхёрсте. Участвовал в экспедициях в Судане и в Хунза-Нагарской экспедиции.
Чарльз Таунсенд был командиром британского гарнизона во время осады Читрала. После победы британских войск, Таунсенд был награждён Орденом Бани. После Индии, Таунсенд был переведён в Судан, где в 1898 году участвовал в битве при Омдурмане. За это он получил Орден «За выдающиеся заслуги».
В 1909 году Таунсенд стал бригадным генералом, а в 1911 году — генерал-майором. С началом Первой мировой войны он был направлен в Британскую Индийскую армию, которая участвовала в боевых действиях в Месопотамии против войск Османской империи. В 1915 году генерал возглавил британский отряд, которому была поставлена задача захватить Багдад. В ноябре он столкнулся с османскими войсками Нуреддин-паши при Ктесифоне, из-за больших потерь отступил на юг и укрылся в Эль-Куте. 7 декабря 1915 года турки осадили этот город. С января по март 1916 года британцы четырежды пытались деблокировать Эль-Кут, но всякий раз отступали ни с чем. Среди осаждённых начался голод и эпидемии болезней. Наконец, 29 апреля войска Таунсенда капитулировали. В османский плен попало более 10 000 британских военнослужащих, в том числе и генерал Таунсенд. По данным Баркера, пленных было 13 164. Таунсенд находился в турецком плену до конца войны.
После окончания Первой мировой войны, в 1920 году, Таунсенд вышел в отставку. Он подвергался критике за поражение при Ктесифоне и капитуляцию при Эль-Куте. Умер в 1924 году.